# Cuchu Challviri
Cuchu Challviri (auch: Cuchochalluiri oder C'uchu Challviri) ist eine Ortschaft im Departamento Potosí im südamerikanischen Andenstaat Bolivien.

## Lage im Nahraum
Cuchu Challviri liegt in der Provinz Alonso de Ibáñez und ist der größte Ort im Cantón Challviri im Municipio Caripuyo. Die Ortschaft liegt auf einer Höhe von 3711 m in der Cordillera Azanaques am rechten, südlichen Ufer des Río Chacona, der über den Río Jachcha Jachcha Jahuita zum Río Chayanta hin fließt und dann über den Río San Pedro zum Río Grande.

## Geographie
Cuchu Challviri liegt in den nördlichen Ausläufern der bolivianischen Cordillera Central und weist ein ausgeprägtes Tageszeitenklima auf, bei dem die mittlere Temperaturschwankung im Tagesverlauf deutlicher ausfällt als im Jahresverlauf.
Die Jahresdurchschnittstemperatur beträgt etwa 10 °C (siehe Klimadiagramm Oruro), die Monatswerte schwanken zwischen 6 °C im Juni/Juli und knapp 14 °C im November/Dezember. Das Klima ist semiarid, die monatlichen Niederschläge von April bis Oktober liegen unter 20 mm, nur von Dezember bis März fallen nennenswerte Niederschläge zwischen 65 und 75 mm im Monat.

## Verkehrsnetz
Cuchu Challviri liegt in einer Entfernung von 298 Straßenkilometern nordwestlich von Potosí, der Hauptstadt des gleichnamigen Departamentos.
Von Potosí aus führt die Nationalstraße Ruta 1 in nordwestlicher Richtung über 109 Kilometer bis zur Ortschaft Ventilla. Dort zweigt eine unbefestigte Landstraße nach Nordosten ab und erreicht nach 33 Kilometern die Stadt Macha. Sie trifft dort auf die Ruta 6, die über Uncía und Llallagua in nordwestlicher Richtung nach Oruro führt. Vierzehn Kilometer hinter Llallagua zweigt eine unbefestigte Landstraße nach Nordosten ab und erreicht nach 39 Kilometern Caripuyo. Von dort sind es noch einmal 16 Kilometer nach Nordwesten Richtung Jankho Jankho. Dann biegt fünf Kilometer vor Jankho Jankho eine Nebenstraße in südöstlicher Richtung ab und erreicht Cuchu Challviri nach drei Kilometern.

## Bevölkerung
Die Einwohnerzahl des Ortes ist in dem Jahrzehnt zwischen den beiden letzten Volkszählungen um etwa ein Drittel zurückgegangen:
| Jahr | Einwohner         | Quelle       |
| ---- | ----------------- | ------------ |
| 1992 | keine Detaildaten | Volkszählung |
| 2001 | 240               | Volkszählung |
| 2012 | 163               | Volkszählung |
| 2024 |                   | Volkszählung |

Die Region weist einen deutlichen Anteil an Aymara-Bevölkerung auf, im Municipio Caripuyo sprechen 68,3 Prozent der Bevölkerung Aymara.